# 中國共產黨台灣省工作委員會
- 關於台灣居民2000年成立的組織，請見「中国共产党台湾省工作委员会 (2000年)」。
- 關於台灣歷史上1928年至1931年間存在的共產主義政黨，請見「台灣共產黨」。

中國共產黨台灣省工作委員會，簡稱中共台湾省工委、台湾省工委、省工委、中共台湾省委，是中國共產黨于1946年－1952年在台灣成立的省級組織。由於台灣在日治時期曾有共產主義政黨（即台灣共產黨）存在，省工委成員中亦有一些前台灣共產黨的成員，但是省工委與日治時期的台灣共產黨並無繼承關係。1952年省工委組織於苗栗三義被國民黨瓦解，中共台湾省工委在台的领导机构完全消亡。

## 历史

### 成立
中國共產黨台灣省工作委員會成立的起因是1945年9月時中國共產黨命黨員蔡孝乾（原台共黨員，彰化縣人）返台成立組織，1946年8月，蔡孝乾返台，於台北市林樑材家中與原台灣共產黨黨員集會，在會中蔡孝乾說出中國共產黨指示要在台灣成立黨的組織，於是中國共產黨台灣省工作委員會就此成立。省工委成立後，即陸續在新竹、台南、嘉義、高雄等地成立工委會與支部。

### 活动
1947年二二八事件發生時，中共台灣省工委尚屬於初期立足時期，台灣省工委及各地支部所屬中共黨員70餘人。二二八事件當時，在嘉南起義，多人合組反抗陳儀政府的台灣自治聯軍，其中的張志忠與李媽兜即為中共臺灣省工委的成員。
另外，根據中共中央黨校機關報《學習時報》2010年8月5日的報導，稱1949年中，省工委曾向中共中央報稱其地下黨員有1,300人，並提出「攻台建議書」建議解放軍於1950年4月進攻臺灣。臺灣省工委在台北市發行《光明報》。從1946年蔡孝乾在台北地區透過老台共廖瑞發成立中共台北市委，吸收郭琇琮將組織擴大到台灣大學、台大醫學院及宜蘭地區，成立学生工作委员会主要由外省李徐懋德領導，在北中南各區學校成立工作委員會，負責學生之統戰及學運，如聲援五二〇運動、反飢餓反內戰，導致四六事件，後期由李水井，北部地區原由張志忠領導，基隆由鍾浩東負責發展組織，後張志忠回到嘉義地區，桃園、海山地區由陳福星領導，洪幼樵負責中部地區，成立中共台中市委，另有武裝工作委員會，進行綁架勒贖、暗殺、搶劫等活動，以李漢堂、施部生、呂煥章為主，南部地區台南由李媽兜負責，高雄由劉特慎發展，香港會議後陳澤民擔任南部地區主要負責人，持續發展組織，主要以牛犁會鼓動在政府實施三七五減租時反抗地主。

### 消亡
1949年10月1日中华人民共和国中央人民政府正式成立，中国人民解放军随即加紧继续进占各大省市，并积极筹划对剩余国军发起进攻。然而，随着1950年韓戰爆发，美国海军开进台湾海峡，人民解放军被迫放弃跨海进攻台湾的计划。中国共产党在台湾的组织活动在解放军无力攻台的情况下，也不可避免地走向低潮。1949年8月，中共台灣省工委發行的《光明報》遭中華民國政府破獲。10月，省工委在成功中學、臺灣大學法學院、基隆中學等處的分部亦相繼被破獲，多名負責人被捕；10月31日，省工委高雄市工委會亦被偵破，書記陳澤民（化名老錢）、委員朱子慧被捕，對其組織構成重大打擊。其后相继爆发的基隆中學事件、鐵路組織案、竹南區委會案、楊梅支部案、松山第六機廠案、竹東水泥廠案、苗栗油廠案、佳東支部案、麻豆支部案打击了中共在这一地区的组织活动。1950年3月，省工委書記蔡孝乾被捕後變節，加入國民黨，擔任中華民國國防部保密局設計委員會委員（後官拜少將軍銜），並供出中共在台人員，導致千餘人遭到株連。工委山區游擊武裝1950年代初期在三義、大湖、三灣一帶活動，其竹子坑據點於1950年春被破獲。
1950年5月，副書記張志忠被捕，蔣經國多次到獄中探望張志忠，勸降遭拒，張志忠於1954年3月遭到槍決。1950年5月，陳福星等人又重新整合組織，至1951年春天時，組織的領導機構又重新建立，但到了1952年4月，陳福星、曾永賢等組織領導人被捕。在國民黨政府持續加強對臺灣的控制，以及對共產勢力的強力整肅下，省工委在臺灣再無組織性武裝反抗的實力。

## 組織
1947年當時，中共台湾省工委黨員只有七十餘人，在台灣尚不構成氣候。1949年底，黨員人數尚不滿千人（根據蔡孝乾的供述）。1950年3月，省工委書記蔡孝乾被捕後向國民黨供出中共在台黨員，因而被捕入狱的人數有1800多人，加上其它逃走如金堯如等人，推測1950年當時中共在台黨員最少2000人以上。省工委主要的成員有蔡孝乾、張志忠（1946年加入）、陳福星（1946年加入）、金堯如（1947年加入）、廖瑞發（1947年加入）、張明顯（1947年加入）、簡吉（1948年加入）等人。蔡孝乾擔任省委書記為主要領導人，張志忠擔任省委副書記兼武工部長，金堯如擔任省委常委兼宣傳部長。中共台湾省工委在台设立全省性組織和地區性組織。全省性組織包括中国共产党台湾省工作委员会邮电支部委员会、中国共产党台湾省工作委员会铁路支部委员会和学生工作委员会（簡稱中共台湾省學委）。地區性組織則有中共基隆市委、中共台北市委、中共台中市委、中共台南市委、中共高雄市委等。